# Puya longistyla
Puya longistyla är en gräsväxtart som beskrevs av Carl Christian Mez. Puya longistyla ingår i släktet Puya och familjen Bromeliaceae. Inga underarter finns listade i Catalogue of Life.